# 쇼와정 (아키타현)
쇼와 정(西木村) 아키타현 서부에 위치했던 정이다. 2005년 3월 22일에 이이다가와정, 덴노정과의 신설 합병에 의해 가타가미시가 되었다.

## 역사
- 1889년 4월 1일 - 정촌제 시행과 함께 미나미아키타군 오쿠보촌, 이타가와촌, 도요카와촌이 성립하였다.
- 1924년 4월 1일 - 오쿠보촌이 정으로 승격하였다.
- 1935년 11월 30일 - 이타가와촌이 정으로 승격하였다.
- 1942년 3월 24일 - 이타가와정,오쿠보정이 합병해 쇼와정이 성립하였다.
  - 4월 1일 - 쇼와정, 도요카와촌과 합병해 쇼와정이 성립하였다.
- 1956년 9월 30일 - 쇼와정, 도요카와촌과 합병해 쇼와정이 성립하였다.
- 2005년 4월 1일 - 덴노정, 이타카와정과 신설 합병해 가타가미시가 되어 소멸하였다.

## 교통

### 철도
- 동일본 여객철도 오우 본선

### 도로
- 국도 7호선